# イングリッド・ニルセン
イングリッド・ニルセン（英：Ingrid Nilsen、1989年2月2日 - ）は、アメリカ合衆国のYouTuber、司会者、実業家。

## 経歴
ニルセンは2009年10月23日に、ミスグラモラッジ（Missglamorazzi）という名前でYouTubeチャンネルを始めた。人前で話す恐怖を克服したいという思いがYouTubeを始めたきっかけだという。動画内容は主にファッション、生活様式、化粧などがある。また、TheGridMonsterという2つ目のチャンネルでは、Vlogやより率直な動画を投稿している。
2014年半ば、ニルセンはカバーガールと仕事を始め、同ブランドを代表する最初のYouTuberとなった。
2014年後半、ニルセンはリアリティ番組「プロジェクト・ランウェイ：スレッドス」の審査員になった。2014年ティーン・チョイス・アワードと2015年ティーン・チョイス・アワードで、ニルセンはファッション/ビューティー部門でチョイス・ウェブ・スターにノミネートされた。
2016年1月15日、ニルセンはホワイトハウスで主催されたライブストリームでバラク・オバマにインタビューし、米国におけるテロの行方、女性用衛生用品への課税、LGBTに対する差別について質問を投げかけた。
2016年3月、ニルセンは他の6人の女性YouTuberと共に、国際連合のチェンジ・アンバサダーの一人に選ばれた。国連チェンジ・アンバサダーは、その年に制定された国連の「持続可能な17の開発目標」の1つである「ジェンダー平等」に集中した。同年半ば、ニルセンは、オプラ・ウィンフリーとOWNが「人類を前進させるという使命」のもとに連携したイノベーターとビジョナリーのリスト「SuperSoul100」の一人に選ばれた。
2016年7月、ニルセン、DoSomething、U by Kotexは、初の全米的な生理用品キャンペーン「Power To The Period」を開始した。2016年9月時点で、約24万個の生理用品をホームレスシェルターに寄贈した。同年10月、ニルセンはOUT誌のOUT100リストに掲載された。
2016年12月4日、ザ・トレバー・プロジェクトはニルセンにトレバー・デジタルイノベーター・アワードを授与した。
2017年2月、ニルセンと資生堂傘下のベアミネラルはパートナーシップを発表し、ニルセンは同ブランドのベストセラーファンデーション2種の代表者となった。このパートナーシップは、ビューティーブランドとインフルエンサーの間でこれまでで最大規模の取引となった。
2019年6月、ニルセンは非営利団体It Gets Betterと提携し、LGBTQ+とその支援者のインスピレーションを与える人物についてのストーリーを共有するキャンペーンを実施した。このキャンペーンは、Instagram、Tik Tok、YouTubeで取り上げられた。その際、ニルセンは5万ドルの資金調達に挑戦した。
2020年6月30日、ニルセンは自身のYouTubeチャンネルを通じて、YouTube活動を終了することを発表した。
YouTuber活動停止後、職人技の蝋燭会社・ザ・ニュー・サバントを共同経営している。

## 私生活
ニルセンは、父方にノルウェー系、母方にタイ系のルーツを持つ。2015年6月9日、自身のYouTubeチャンネルでレズビアンであることを公表した。2015から2016年まで、ニルセンはYouTuberのハンナ・ハートと交際していた。